# Związek Robotników Polskich
Związek Robotników Polskich (ZRP), polska organizacja socjalistyczna działająca na terenie zaboru rosyjskiego utworzona w roku 1889 i działająca do 1893. W 1893 organizacja przyłączyła się do Polskiej Partii Socjalistycznej, z których część następnie utworzyła Socjaldemokrację Królestwa Polskiego.

## Historia
W 1889 z socjalistycznych kółek młodzieży zajmujących się pracą kulturalną dla robotników, powstały próby zalegalizowania działalności pod nazwą "Kół oświaty robotniczej", i "Towarzystwa oświaty ludu miejskiego". Grupy te tworzyły stojący w opozycji do Socjalno-Rewolucyjnej Partii Proletariat, "Związek Robotników Polskich" zakładając wyłącznie walkę oświatową i ekonomiczną. Organizacja nie stworzyła żadnego drukowanego dokumentu, ani programu. Na odezwach podpisywano się nie nazwą organizacji, ale jako "Socjaliści polscy". Miało to zapobiec dowiedzeniu oskarżenia o rewolucyjność.
W swoich założeniach uznawano, że przewrót rewolucyjny jest koniecznością dziejową, zaś nośnikiem idei socjalistycznych jest proletariat. Koniecznym warunkiem przewrotu jest organizacja wynikająca ze świadomości klasowej. Sama rewolucja nastąpi bez większych wstrząsów,głównie za pomocą strajków, gdy warunki ekonomiczne dojdą do odpowiedniego rozwoju. Dlatego też, uznawano za szkodliwe zastępowanie działań robotniczych akcjami terrorystycznymi.
Brak haseł politycznych wynikał z niewiary w możliwość zmian na drodze rewolucyjnej czy powstańczej. Uznano, że niestawianie haseł politycznych, nie odstrasza również robotników od organizacji,traktowanej jako mniej szkodliwa niż rewolucyjna, a tym samym podlegająca łagodniejszym karom. Dlatego też taktyka organizacji charakteryzowała się wykorzystywaniem wszystkich możliwości legalnego i pół-legalnego działania. M.in. wydawanie "Tygodnika powszechnego" pod redakcją Ludwika Krzywickiego. Czołowymi działaczami Związku, byli: Ludwik Krzywicki, Józef Bek, Jan Leder, Stanisław Grabski, Leon Falski, Julian Marchlewski, Adolf Warski, Antoni Humnicki, Janusz Tański, Karol Chodaczyński.
Związek objął swym działaniem niewielkie grupy w Warszawie, Dąbrowie Górniczej, Radomiu, Białymstoku. Najsilniejsza struktura funkcjonowała w Łodzi, Zgierzu i Pabianicach. Według obliczeń historyków organizacja liczyła blisko 200 działaczy. Jedną z inicjatyw organizacyjnych ZRP było tworzenie (zainicjowanej i wymyślonej przez Partię Proletariat w Łodzi, Warszawie, Żyrardowie "Kasy oporu", które skupiały nawet kilka tysięcy robotników. Choć Kasy stały się wspólnym działaniem wszystkich organizacji robotniczych, to ZRP była najbardziej aktywną organizację w tym obszarze. Zdaniem Feliksa Perla liczebnie była silniejsza od Socjalno-Rewolucyjnej Partii Proletariat liczebnie i obszarem działania Obie organizacje wspólnie współpracowały przy organizacji 1 maja 1891 r.
W listopadzie 1891 wskutek prowokacji stolarza E. Benzefa "Wagnera", doszło do licznych aresztowań (m.in. Jana Ledera, Juliana Marchlewskiego, Józefa Becka), które doprowadziły do paraliżu organizacji. "Kasy oporu" przeszły do Partii Proletariat
Aresztowania spowodowały radykalizację poglądów członków Związku i pojawienie się haseł politycznych. Kierownictwo objęli Ludwik Krasuski i Antoni Humnicki. W trakcie przygotowań 1 maja 1892 r. opublikowano odezwy i broszury stawiające również żądania polityczne m.in. uwzględniono kwestię walki z uciskiem narodowościowym. Zmieniono strukturę organizacji na 6-7 osobowe kółka.Powołano również komitet centralny złożony z 3 robotników i 3 inteligentów. Jednym z efektów wezwań był "Bunt łódzki", w wyniku którego nastąpiły liczne aresztowania.
Coraz większa zbieżność działań Socjalno-Rewolucyjnej Partii Proletariat i Związku doprowadziła do połączenia się w lutym 1893 r. w Polską Partię Socjalistyczną. Z grupy byłych członków Związku nie uznających uchwał zjazdu paryskiego z 1892 r. wyłoniła się Socjaldemokracja Królestwa Polskiego.